# Bertold von Neifen
Bertold von Neifen († 1224 in Brixen) war Bischof von Brixen.
Bertold von Neifen entstammte dem schwäbischen Adelsgeschlecht der Herren von Neuffen. 1208 wurde er Vizedom (Statthalter) des Fürstbischofs von Trient und 1212 Protonotar (Kanzleidirektor) des römisch-deutschen Königs Friedrich II. Bereits 1213 schickte Friedrich ihn in politischer Mission wieder nach Italien. 1215 wurde er Propst in Speyer. Unter dem Einfluss der Staufer wurde er 1217 durch das Domkapitel zum Fürstbischof von Brixen gewählt. 
Von 1218 bis 1220 nahm er am Kreuzzug von Damiette teil, wurde während dieser Zeit im Bistum durch einen Statthalter vertreten und erst nach seiner Rückkehr zum Bischof geweiht. 1220 begleitete er Friedrich II. zu dessen Kaiserkrönung nach Rom. 
1224 starb Bischof Bertold in Brixen.